# اسکندان
اِسکَندان یکی از روستاهای استان آذربایجان شرقی است که در دهستان سهند بخش مرکزی شهرستان اسکو واقع شده‌است.این روستا ۸۳۸ نفر جمعیت دارد.این روستا میوه های معروفی همچون سیب و زرد آلو و همچنین گردو نیز دارد